# 341 Калифорнија
341 Калифорнија (лат. 341 California) је астероид главног астероидног појаса. Приближан пречник астероида је 14,67 km,
а средња удаљеност астероида од Сунца износи 2,199 астрономских јединица (АЈ).
Инклинација (нагиб) орбите у односу на раван еклиптике је 5,668 степени, а орбитални период износи 1191,545 дана (3,262 године). Ексцентрицитет орбите астероида износи 0,194.
Апсолутна магнитуда астероида износи 10,55 а геометријски албедо 0,495.
Астероид је откривен 25. септембра 1892. године.